# Championnat de France de rugby à XV 1991-1992
Navigation
1990-1991 1992-1993
Le Championnat de France de rugby à XV 1991-1992 est remporté par le RC Toulon après avoir battu le Biarritz olympique en finale. Il gagne son 3e bouclier de Brennus, alors que Serge Blanco rejoint le cercle des grands internationaux français qui ont échoué en finale du championnat de France.

## Format et organisation
Lors du Championnat de France 1991-1992, le groupe A (l'élite) et le groupe B sont constitués, chacun, de quatre poules de dix clubs . Les phases finales se déroulent comme suit :
Groupe A 
1. À l'issue d'une première phase qualificative, les équipes placées aux six premières places de chaque poule, classées de 1 à 24 sont qualifiées pour disputer les seizièmes de finale. Ces 24 clubs sont qualifiées pour jouer en groupe A la saison suivante.
2. Les équipes classées aux 9e et 10e places, sont classées de 1 à 8 et jouent les barrages contre les équipes du groupe B, 1e et 2e de leur groupe puis les vainqueurs jouent contre les 7e et 8e des poules du groupe A dans le dernier tour qualificatif avant les 16e de finale et le maintien en groupe A.

Groupe B 
1. À l'issue d'une première phase qualificative, les équipes placées aux deux premières places de chaque poule, classées de 9 à 16 sont qualifiées pour disputer les barrages, en deux temps, contre les équipes du groupe A.
2. Les équipes classées aux 3e, 4e 5e et 6e places, classées de 17 à 32 jouent la phase finale du groupe B.
3. Les 12 équipes classées aux 7e et 8e places, se maintiennent en groupe B pour la saison suivante.
4. Les huit équipes classées aux deux dernières places de chaque poule, 9e et 10e places, descendent en deuxième division.
5. Huit clubs montent de deuxième division

Quatre clubs ont été promus dans le groupe A du groupe B en 1991 : US Tyrosse, FCS Rumilly, Valence d'Agen et SC Graulhet.
Sept clubs ont été promus dans le groupe B de 2e division en 1991 : CS Vienne, Limoges, RC Strasbourgs SA Saint-Severs Saint Cérés Stade Dijonnais et US Thuir.
À l'issue de la saison 1991-92, les clubs classés aux deux dernières places de chaque poule sont relégués en division inférieure, ce sont : CA Périgueux, Stade rochelais, SC Mazamet, FC Lourdes, Stade montchaninois, US Montauban, US Romans et Stade ruthénois.

## Groupe A
Les équipes sont listées dans leur ordre de classement à l'issue de la première phase qualificative. Les huit premières équipes de chaque poule sont qualifiées pour les seizièmes de finale.
| Pos | Équipe             | Points |
| --- | ------------------ | ------ |
| 1   | CA Bègles-Bordeaux | 46     |
| 2   | USA Perpignan      | 44     |
| 3   | FC Grenoble        | 42     |
| 4   | Castres olympique  | 39     |
| 5   | US Dax             | 38     |
| 6   | Tyrosse RCS (P)    | 37     |
| 7   | AS Montferrand     | 37     |
| 8   | RRC Nice           | 30     |
| 9   | CA Périgueux       | 24     |
| 10  | Stade rochelais    | 23     |

| Pos | Équipe             | Points |
| --- | ------------------ | ------ |
| 1   | SU Agen            | 46     |
| 2   | CA Brive           | 45     |
| 3   | AS Béziers         | 41     |
| 4   | Stadoceste tarbais | 35     |
| 5   | Section paloise    | 34     |
| 6   | FCS Rumilly (P)    | 34     |
| 7   | Stade montois      | 33     |
| 8   | Stade bordelais UC | 31     |
| 9   | SC Mazamet         | 30     |
| 10  | FC Lourdes         | 29     |

| Pos | Équipe               | Points |
| --- | -------------------- | ------ |
| 1   | Stade toulousain     | 49     |
| 2   | RC Nîmes             | 43     |
| 3   | Biarritz olympique   | 41     |
| 4   | CS Bourgoin-Jallieu  | 36     |
| 5   | CO Le Creusot        | 35     |
| 6   | FC Auch              | 34     |
| 7   | Avenir valencien (P) | 34     |
| 8   | US Cognac            | 33     |
| 9   | Stade montchaninois  | 29     |
| 10  | US Montauban         | 26     |

| Pos | Équipe                | Points |
| --- | --------------------- | ------ |
| 1   | RC Narbonne           | 44     |
| 2   | Racing club de France | 42     |
| 3   | US Colomiers          | 41     |
| 4   | Aviron bayonnais      | 39     |
| 5   | Montpellier RC        | 37     |
| 6   | SC Graulhet (P)       | 36     |
| 7   | RC Toulon             | 35     |
| 8   | RC Chalon             | 31     |
| 9   | US Romans             | 31     |
| 10  | Stade ruthénois       | 24     |

## Groupe B
| Pos | Équipe                       | Points |
| --- | ---------------------------- | ------ |
| 1   | Stade cadurcien              | 45     |
| 2   | Istres sports                | 42     |
| 3   | US Marmande                  | 43     |
| 4   | Lombez Samatan club          | 40     |
| 5   | Olympique miélanais          | 38     |
| 6   | FC Villefranche-de-Lauragais | 36     |
| 7   | Stade lavelanétien           | 31     |
| 8   | US Carcassonne               | 31     |
| 9   | Saint-Céré Sports (P)        | 27     |
| 10  | US Thuir (P)                 | 21     |

| Pos | Équipe              | Points |
| --- | ------------------- | ------ |
| 1   | RC Châteaurenard    | 43     |
| 2   | SO Voiron           | 41     |
| 3   | Stade dijonnais (P) | 41     |
| 4   | US Oyonnax          | 39     |
| 5   | Valence sportif     | 38     |
| 6   | UMS Montélimar      | 38     |
| 7   | RC Strasbourg (P)   | 38     |
| 8   | US bressane         | 34     |
| 9   | CS Vienne (P)       | 30     |
| 10  | ES Avignon          | 18     |

| Pos | Équipe                      | Points |
| --- | --------------------------- | ------ |
| 1   | FC Oloron                   | 43     |
| 2   | SC Albi                     | 40     |
| 3   | Blagnac SC                  | 40     |
| 4   | Stade saint-gaudinois       | 39     |
| 5   | US Orthez                   | 38     |
| 6   | SA Hagetmau                 | 36     |
| 7   | Saint-Girons SC             | 34     |
| 8   | Saint-Jean-de-Luz olympique | 34     |
| 9   | SA Saint-Sever (P)          | 29     |
| 10  | US Coarraze-Nay             | 27     |

| Pos | Équipe                | Points |
| --- | --------------------- | ------ |
| 1   | Stade aurillacois     |        |
| 2   | SC Angoulême          |        |
| 3   | ASPTT Paris           |        |
| 4   | US Bergerac           |        |
| 5   | SA Mérignac           |        |
| 6   | US Ussel              |        |
| 7   | USA Limoges (P)       |        |
| 8   | Paris université club |        |
| 9   | RC Vichy              |        |
| 10  | SC Tulle              |        |

## Phase finale

### Barrages - Premier tour
| Équipe 1            | Équipe 2          | Résultat |
| ------------------- | ----------------- | -------- |
| CA Périgueux        | Istres sport      | 6-16     |
| Stade rochelais     | Stade cadurcien   | 19-9     |
| SC Mazamet          | SC Angoulême      | 3-25     |
| FC Lourdes          | FC Oloron         | 24-12    |
| Stade montchaninois | SO Voiron         | 12-12    |
| US Montauban        | RC Châteaurenard  | 6-9      |
| US Romans           | SC Albi           | 20-21    |
| Stade ruthénois     | Stade aurillacois | 12-21    |

### Barrages - Second tour
| Équipe 1         | Équipe 2          | Résultat |
| ---------------- | ----------------- | -------- |
| US Cognac        | Istres sport      | 28-21    |
| AS Montferrand   | Stade rochelais   | 29-12    |
| RC Chalon        | SC Angoulême      | 21-9     |
| Mont de Marsan   | FC Lourdes        | 30-15    |
| Stade bordelais  | SO Voiron         | 9-3      |
| Avenir valencien | RC Châteaurenard  | 11-3     |
| RRC Nice         | SC Albi           | 45-19    |
| RC Toulon        | Stade aurillacois | 28-9     |

### 1/16ede finale
Les équipes dont le nom est en caractères gras sont qualifiées pour les huitièmes de finale.
| Équipe 1              | Équipe 2         | Résultat |
| --------------------- | ---------------- | -------- |
| CA Bègles-Bordeaux    | RC Chalon        | 18-19    |
| Castres olympique     | CO Le Creusot    | 15-9     |
| US Colomiers          | SC Graulhet      | 30-6     |
| USA Perpignan         | Avenir valencien | 37-12    |
| SU Agen               | Stade bordelais  | 30-15    |
| Stadoceste tarbais    | Montpellier RC   | 29-22    |
| RC Nîmes              | RC Toulon        | 6-15     |
| AS Béziers            | FC Auch          | 24-15    |
| Stade toulousain      | RRC Nice         | 21-9     |
| CS Bourgoin-Jallieu   | US Dax           | 7-15     |
| FC Grenoble           | FCS Rumilly      | 38-18    |
| Racing club de France | AS Montferrand   | 21-19    |
| Biarritz olympique    | US Tyrosse       | 21-15    |
| CA Brive              | Stade montois    | 15-12    |
| Aviron bayonnais      | Section paloise  | 33-17    |
| RC Narbonne           | US Cognac        | 19-12    |

Bègles, deuxième club français à l'issue des matchs de poules est éliminé dès les seizièmes de finale.

### 1/8ede finale
Les équipes dont le nom est en caractères gras sont qualifiées pour les quarts de finale.
| Équipe 1          | Équipe 2              | Résultat |
| ----------------- | --------------------- | -------- |
| Castres olympique | RC Chalon             | 9-3      |
| US Colomiers      | USA Perpignan         | 10-9     |
| SU Agen           | Stadoceste tarbais    | 15-19    |
| RC Toulon         | AS Béziers            | 15-9     |
| Stade toulousain  | US Dax                | 19-24    |
| FC Grenoble       | Racing club de France | 27-12    |
| CA Brive          | Biarritz olympique    | 18-26    |
| Aviron bayonnais  | RC Narbonne           | 16-12    |

Toulouse, premier club français à l’issue des matchs de poules est éliminé dès les huitièmes de finale par Dax.

### Quarts de finale
Les équipes dont le nom est en caractères gras sont qualifiées pour les demi-finales.
| Équipe 1           | Équipe 2         | Résultat |
| ------------------ | ---------------- | -------- |
| Castres olympique  | US Colomiers     | 24-15    |
| Stadoceste tarbais | RC Toulon        | 30-30    |
| US Dax             | FC Grenoble      | 21-22    |
| Biarritz olympique | Aviron bayonnais | 16-15    |

### Demi-finales
| Équipe 1          | Équipe 2           | Résultat |
| ----------------- | ------------------ | -------- |
| Castres olympique | RC Toulon          | 12-18    |
| FC Grenoble       | Biarritz olympique | 9-13     |

Toulon et Biarritz sont qualifiés pour la finale.
Castres et Grenoble disputent le Challenge Jean Bouin, le CO sortira vainqueur après un match nul 18-18 au nombre d'essais marqués (4-2).  

### Finale
| Équipes            | RC Toulon - Biarritz olympique |
| Score              | 19-14 |
| Date               | 6 juin 1992 |
| Stade              | Parc des Princes |
| Arbitre            | Alain Ceccon |
| Les équipes        | |
| RC Toulon          | Titulaires : Michel Périé, Éric Dasalmartini, Yann Braendlin, Gérald Orsoni, Bruno Motteroz, Léon Loppy, Thierry Louvet, Eric Melville, Aubin Hueber, Yann Delaigue, David Jaubert, Jean-Christophe Repon, Pierre Trémouille, Pascal Jehl, Patrice Teisseire Remplaçants : Marc de Rougemont, Alain Carbonel, Jean-Louis Gruarin, Franck Chouquet, Ludovic Cornuau, Jean-Michel Casalini                        |
| Biarritz olympique | Titulaires : Jean-François Mondela, Christian Boule, Pascal Ondarts, Djakaria Sanoko, Jean Condom, Jean-Marc Irigaray, Richard Pool-Jones, Éric Gouloumet, Jean-Baptiste Lecuona, David Arrieta, Pierre Hontas, Bernard Daguerre, Philippe Feuillade, Franck Corrihons, Serge Blanco Remplaçants : Guillaume Tarrat, Gilles Daguerre, Dominique Gueracague, Jean-Luc Rivière, Thierry Cléda, Jean-Bernard Esain |
| Points marqués     | |
| RC Toulon          | 1 essai de Repon, 2 pénalités par Jehl et Teisseire, 3 drops par Hueber (1) et Delaigue (2) |
| Biarritz olympique | 2 essais par Hontas et Feuillade, 2 pénalités par Blanco et Arrieta |

Le RC Toulon a remporté le titre de champion de France après avoir échappé de peu à la relégation lors de la phase de qualification puis après avoir fait match nul avec Tarbes en quart de finale, se qualifiant pour les demi-finales grâce au nombre d'essais marqués.
Eric Champ, capitaine habituel du RC Toulon, n'a pas disputé le match car il était suspendu après avoir été expulsé en demi-finale du Challenge Yves du Manoir contre Agen qui remportera le trophée devant Narbonne.

## Phase finale Groupe B

### Demi-finales
| Équipe 1      | Équipe 2         | Résultat |
| ------------- | ---------------- | -------- |
| SC Mazamet    | Oyonnax          | 13-27    |
| Saint-Gaudens | RC Châteaurenard | 30-45    |

### Finale
| Équipe 1         | Équipe 2   | Résultat |
| ---------------- | ---------- | -------- |
| RC Châteaurenard | US Oyonnax | 15-4     |

Frédéric Gourju, l’ouvreur d’Oyonnax manque tous ses coups de pied (pénalités et transformations).